# Saint Dymphna
Saint Dymphna – czwarty album amerykańskiej grupy Gang Gang Dance, wydany we wrześniu 2008 roku przez The Social Registry.
Dwa polskie serwisy internetowe muzyki niezależnej Screenagers i Porcys uznały Saint Dymphna za najlepszy album 2008 roku.

## Lista utworów
1. "Bebey" - 4:53
2. "First Communion" - 3:05
3. "Blue Nile" - 3:10
4. "Vacuum" - 4:13
5. "Princes" (featuring Tinchy Stryder) - 4:26
6. "Inners Pace" - 4:16
7. "Afoot" - 3:25
8. "House Jam" - 4:45
9. "Interlude (No Known Home)" - 1:16
10. "Desert Storm" - 5:10
11. "Dust" - 5:30

### Utwory bonusowe
- "House Jam (XXXChange Remix)" – 4:59 – ścieżka 12 na japońskiej edycji
- "House Jam (Hot Chip Remix)" – 7:01 – ścieżka 13 na japońskiej edycji